# Los rápidos y los muertos
Los rápidos y los muertos (título original: The Quick and the Dead) es un telefilme tipo western de 1987 dirigido por Robert Day y protagonizado por Sam Elliott, Tom Conti y Kate Capshaw. 

## Argumento
Es Wyoming en 1876. Duncan y Susanna McKaskel tienen intención de mudarse al salvaje oeste del país con su pequeño hijo Tom para hacer allí un nuevo comienzo. Sin embargo en el pequeño pueblo de Bender's Place conocen a Doc Shabitt y su pandilla, lo que resulta ser un encuentro fatídico. A partir de entonces, la pandilla comienza a perseguirlos porque sospechan que en su auto hay oro y otros objetos de valor. También les gusta la atractiva Susanna y Red Hayle, en particular, le gustaría domar a este “caballo salvaje”.
Es entonces, cuando el misterioso extraño Con Vallian aparece y ayuda a la familia, el cual parece tener todavía una cuenta pendiente con la pandilla, y especialmente con el mestizo Ute. Au así, sus verdaderos objetivos no están claros y también parece tener el ojo puesto en Susanna.

## Reparto
| Actor              | Personaje        |
| ------------------ | ---------------- |
| Sam Elliott        | Con Vallian      |
| Tom Conti          | Duncan McKaskel  |
| Kate Capshaw       | Susanna McKaskel |
| Kenny Morrison     | Tom McKaskel     |
| Matt Clark         | Doc Shabitt      |
| Patrick Kilpatrick | El Ute           |
| Jerry Potter       | Red Hayle        |

## Producción
El telefilme fue filmado en Arizona.

## Recepción
Hoy en día la película ha sido valorada en portales cinematográficos. En IMDb, con aproximadamente 2500 votos registrados, el filme obtiene una media ponderada de 6,9 sobre 10. En cuanto a Rotten Tomatoes, los más de 250 votos registrados en el portal dieron a la producción cinematográfica una valoración media de 3,5 de 5.